# جاك مور (لاعب كرة سلة)
جاك مور (26 ديسمبر 1959 - 3 مارس 1984) (بالإنجليزية: Jack Moore)‏ هو لاعب كرة سلة أمريكي في مركز هجوم خلفي.

## وصلات خارجية
- جاك مور على موقع سبورتس رفرنس (الإنجليزية)
- جاك مور على موقع كلية كرة السلة في سبورتس رفرنس.كوم (الإنجليزية)
- جاك مور على موقع ريلجم (الإنجليزية)